# 如果没有你 (艾莉西亚·凯斯歌曲)
如果没有你（英語：If I Ain't Got You）是收录于美国节奏蓝调及灵魂乐歌手艾莉西亚·凯斯第二张专辑《琴韵心声》中的一首歌，于2004年2月作为专辑第二首打榜单曲发行。这首歌成功登上告示牌节奏蓝调榜冠军并连续六周蝉联，在热门单曲榜上也取得第四名的不俗成绩。这首歌曲为凯斯赢得了2005年格莱美两项重量级奖项的提名（年度最佳歌曲、年度最佳节奏蓝调女声演绎），最終成功抱回年度最佳节奏蓝调女声演绎。
这首歌曲的大热衍生出与亚瑟小子合作的混音版本、坎耶·韦斯特制作的电台混音版，以及与Arturo Sandoval合作的西班牙语版本，收录在不同国家的附加版唱片中，以迎合歌迷的需要。
这首歌的音乐录影带由Diane Martel在冬天的纽约拍摄，嘻哈歌手Method Man扮演凯斯的男友一角。MV讲述了一个年轻女孩感情失落在音乐上找到慰藉的故事。
单曲的封面致敬了1924年画家Man Ray作品Le Violon d'Ingres。

## 背景
艾莉西亚·凯斯說《如果沒有你》的靈感是來自R&B歌手Aaliyah不幸坠机亡故的悲剧，“這是一個悲傷的時刻，沒有人願意相信。它讓一切都變得清晰明瞭——什麼重要，什麼不重要。”
《如果沒有你》從创作到制作的整个过程，凯斯都全程参与。整首歌洋溢着灵魂乐甚至爵士乐的特点。

## 榜单成绩
《如果没有你》于2004年3月6日初登告示牌百大單曲榜第64位，在2004年7月3日，取得了最高排名第4位。这首歌总共在热门单曲榜上停留了40个星期，是艾莉西亚·凯斯在榜时间最长的歌曲。在节奏蓝调/嘻哈排行榜方面，《如果没有你》取得极为出色的成绩，2004年5月1日登顶冠军，随后夺走六周冠军，在榜长达46周。另外《如果没有你》在告示牌其他分类榜单也取得不俗的成绩，节奏榜40强取得第五，流行榜40强取得第九。2004年告示牌年终榜单，《如果没有你》位列季军。
英国方面，《如果没有你》于2004年4月4日，空降第18位，总共在榜五周。2009年9月，随着与杰斯合作的歌曲《帝国之心》在英国走红，《如果没有你》也再次回榜位列第54位。

## 流行文化
《如果没有你》被认为是艾莉西亚·凯斯继《深陷情网》之后的又一首个人代表作。这首歌曾在美国偶像舞台上五次被参赛选手翻唱。Eli Mattson也在2008年美国达人20强的舞台上表演。2010年，Paije Richardson在英伦选秀节目未知音素中再次翻唱。2005年1月28日，在英国广播公司一台的节目Jo Whiley脱口秀中英国独立摇滚乐队Athlete covered翻唱了这首歌。美国摇滚乐队魔力红以及瑞典歌手Amy Diamond都曾现场演唱过这首歌曲并收录在自己的专辑《Hands All Over》(2010)和《This Is Me Now》(2005)中。